# Unveiling: I Paint a Woman's Life in My Culture
Unveiling: I Paint a Woman's Life in My Culture è un documentario autobiografico del 2006 diretto dalla pittrice e scrittrice Mahvash Mossaed.